# Єдиген (футбольний клуб)
«Єдиген» (туркм. Ýedigen futbol kluby) — туркменський професіональний футбольний клуб із міста Ашгабат. Виступає у Вищій лізі Туркменістану.

## Історія

### МТТУ

Логотип футбольного клубу з 2003 по 2015 роки

Створений у 2003 році як футбольна команда Міжнародного туркмено-турецького університету, в міжнародних матчах використовувалася назва FC HTTU. Перший головний тренер — Ораз Гельдиєв. У 2005 році команда перемогла в першому розіграші Суперкубку Туркменістану, був обіграний марийський «Мерв» (4:1).
За підсумками сезону 2012 року, команда зайняла 3 місце. У 2013 році, на початку сезону, МТТУ переміг у Суперкубку Туркменістану з рахунком 1:1 (2:1 у серії післяматчевих пенальті) чемпіона країни Балкан. Улітку команда брала участь у турнірі «Eskişehir Cup 2013» і перемогла в фіналі Ескішехірспор. У кінці сезону завоював золоті медалі чемпіонату Туркменістану. За підсумками сезону, другим найкращим бомбардиром чемпіонату став гравець МТТУ Сулейман Мухадов (23 голи), а багаторічний капітан команди Берди Шамурадов покинув клуб. Він шість разів ставав найкращим бомбардиром чемпіонату (2004 — 19, 2005 — 30, 2007 — 16, 2008 — 12, 2009 — 18, 2010 — 11 голів).
У 2014 клуб покинули головний тренер Язгулем Ходжагельдиєв, тренер команди Гочгулі Гочгулієв, а також багато футболістів, перейшовши в Алтин Асир. Сезон 2014 року команда почала з поразки Суперкубку Туркменістану, у вирішальному матчі футболісти поступилися «Ахалу» (4:2). У травні 2014 року, футболісти МТТУ вийшли до фінальної частини Кубку президента АФК 2014, здобули дві перемоги і одну нічию у відбірковому турнірі, у групі «B» Ігри проходили на Філіппінах, у першому матчі МТТУ здолав «Татунг» (2:0), у другому — нічия з «Римьонсу» (1:1), в остаточному — перемога над «Церес» (2:1). У матчі 17 туру Чемпіонату Туркменістану команда здобула найбільшу перемогу в історії Чемпіонатів Туркменістану (11:0), а Пірмират Султанов підкорив рекорд за кількістю забитих м'ячів одним гравцем в одному матчі (6 голів). У фінальній стадії проходила на Шрі-Ланці, футболісти МТТУ обіграли «Manang Marshyangdi Club» (3:1) та «Sri Lanka Air Force» (2:1), таким чином, набравши 6 очок, вийшли в фінал Кубка Президента АФК 2014. У фіналі кубка обіграли корейський «Рімьонсу» (2:1) і вперше завоювали трофей, а нападник Сулейман Мухадов був визнаний MVP найкращим бомбардиром турніру (11 голів). У Чемпіонаті Туркменістану команда виступила невдало, посівши 7-ме місце. У 2015 році команда зайняла 6-те місце в турнірній таблиці Чемпіонату Туркменістану.

### Єдиген
З 2016 року команда виступає під назвою «Єдиген».

## Досягнення
Чемпіонат Туркменістану
- Чемпіон (4): 2005, 2006, 2009, 2013
- Срібний призер (3): 2007, 2008, 2011
- Бронзовий призер (1): 2012

 Кубок Туркменістану
- Володар (2): 2006, 2011
- Фіналіст (2): 2008, 2012

 Суперкубок Туркменістану
- Володар (3): 2005, 2009, 2013
- Фіналіст (3): 2006, 2012, 2014

 Кубок Президента Туркменістану
- Володар (2): 2007, 2008, 2009.
- Фіналіст (1): 2006

Кубок Співдружності
- Півфіналіст: 2010

Кубок президента АФК
- Володар (1): 2014

## Виступи в азійських континентальних турнірах
| Сезон | Змагання             | Раунд               |                  | Клуб                     | Рахунок  |
| ----- | -------------------- | ------------------- | ---------------- | ------------------------ | -------- |
| 2006  | Кубок АФК            | Група D             | Ліван            | Аль-Неймех               | 6–2, 2–2 |
| 2006  | Кубок АФК            | Група D             | Йорданія         | Аль-Файсалі (Амман)      | 1–1, 4–3 |
| 2007  | Кубок АФК            | Група B             | Бахрейн          | Аль-Мухаррак             | 3–1, 1–2 |
| 2007  | Кубок АФК            | Група B             | Ємен             | Аль-Хілал                | 3–1, 0–2 |
| 2007  | Кубок АФК            | Група B             | Йорданія         | Аль-Віхдат               | 1–2, 4–2 |
| 2010  | Кубок президента АФК | Група C             | Бутан            | Друк Стар                | 8–0      |
| 2010  | Кубок президента АФК | Група C             | М'янма           | Яданарбон                | 0–0      |
| 2010  | Кубок президента АФК | Півфінал            | Киргизстан       | Дордой (Бішкек)          | 0–2      |
| 2014  | Кубок президента АФК | Група B             | Республіка Китай | Татунг                   | 2–0      |
| 2014  | Кубок президента АФК | Група B             | Північна Корея   | Рімьонгсу                | 1–1      |
| 2014  | Кубок президента АФК | Група B             | Філіппіни        | Церес                    | 2–1      |
| 2014  | Кубок президента АФК | Фінальний раунд (A) | Непал            | Мананг Маршиангбі Клуб   | 3–1      |
| 2014  | Кубок президента АФК | Фінальний раунд (A) | Шрі-Ланка        | Повітряні Сили Шрі-Ланки | 2–1      |
| 2014  | Кубок президента АФК | Фінал               | Північна Корея   | Рімьонгсу                | 2–1      |

 Примітки: Домашні матчі виділені жирним шрифтом 

## Кубок Співдружності
| Сезон | Змагання            | Раунд       |            | Клуб             | Вдома          |
| ----- | ------------------- | ----------- | ---------- | ---------------- | -------------- |
| 2006  | Кубок Співдружності | Група C     | Киргизстан | Дордой (Бішкек)  | 2–0            |
| 2006  | Кубок Співдружності | Група C     | Молдова    | Шериф            | 1–0            |
| 2006  | Кубок Співдружності | Група C     | Україна    | Шахтар (Донецьк) | 1–5            |
| 2007  | Кубок Співдружності | Група D     | Сербія     | ОФК Белград      | 0–2            |
| 2007  | Кубок Співдружності | Група D     | Грузія     | Сіоні            | 1–2            |
| 2007  | Кубок Співдружності | Група D     | Литва      | Каунас           | 0–4            |
| 2010  | Кубок Співдружності | Група C     | Естонія    | Левадія          | 3–1            |
| 2010  | Кубок Співдружності | Група C     | Росія      | Росія U-21       | 2–4            |
| 2010  | Кубок Співдружності | Група C     | Україна    | Динамо (Київ)    | 2–4            |
| 2010  | Кубок Співдружності | Чвертьфінал | Узбекистан | Буньодкор        | 1–1 (4–2 пен.) |
| 2010  | Кубок Співдружності | Півфінал    | Росія      | Рубін (Казань)   | 0–4            |

## Керівництво та тренерський штаб
| Посада           | Ім'я                             |
| ---------------- | -------------------------------- |
| Власник          | Осман Ясиджи                     |
| Президент        | Сеїт Ембел                       |
| Головний тренер  | Ровшан Мередов                   |
| Керівник команди | Ровшан Мередов Кадир Хаджиєв     |
| Тренер           | Ровшан Мередов Бегенч Гараєв     |
| Перекладач       | Ровшан Мередов Вепа Мамедов      |
| Адміністратор    | Ровшан Мередов Оразгули Гурбанов |
| Адміністратор    | Ровшан Мередов Хемедан Ходжаєв   |

## Усі тренери команди
| - 2003—2006 Ораз Гельдиєв - 2006—2013 Язгули Ходжагельдиєв - 2014—н.в. Ровшан Мередов |